# كاني سفيد (مقاطعة ديواندرة)
كاني سفيد (بالفارسية: کانی‌سفید) هي منطقة سكنية تقع في قسم تشهل تششمه الريفي (مقاطعة ديواندرة) في إيران. يقدر عدد سكانها بـ 477 نسمة .